# Bolchoïe Goloustnoïe
Bolchoïe Goloustnoïe (en russe : Большо́е Голоу́стное, litt. « Gande Goloustnaïa »), est un possiolok de l'oblast d'Irkoutsk en Russie. Se situant dans le raïon d'Irkoutsk, il se trouve dans le sud de l'oblast. Il fait partie de la municipalité de la Goloustnaïa, qui a comme chef-lieu le village de Maloïe Goloustnoïe. Sa population s'élevait à 592 habitants en 2012.
Fondé en 1673 par des Bouriates, il connaît une première période de prospérité entre le XVIIe siècle et le XIXe siècle, le village se situant sur la route de Sibérie, grande artère de transport vers la Sibérie, la Transbaïkalie et l'Extrême-Orient, artère devenant maritime pour le passage sur le Baïkal. Perdant cette route à la fin du XIXe siècle à cause du Transsibérien, le village connaît un nouvel essor au XXIe siècle, avec le tourisme qui le fait vivre, en étant visité par environ 65 000 touristes chaque année.
Le village baigné par le lac Baïkal, « la mer sacrée des Bouriates », qui est le plus profond lac du monde. Son nom vient de sa position, à l'embouchure de la rivière Goloustnaïa, où la rivière est la plus grande de tout son parcours. Le nom de la Goloustnaïa vient lui d'un cap Galoustny près du village. L'ancien nom de ce cap est Idin-Gal, nom samyoède.

## Géographie

### Situation

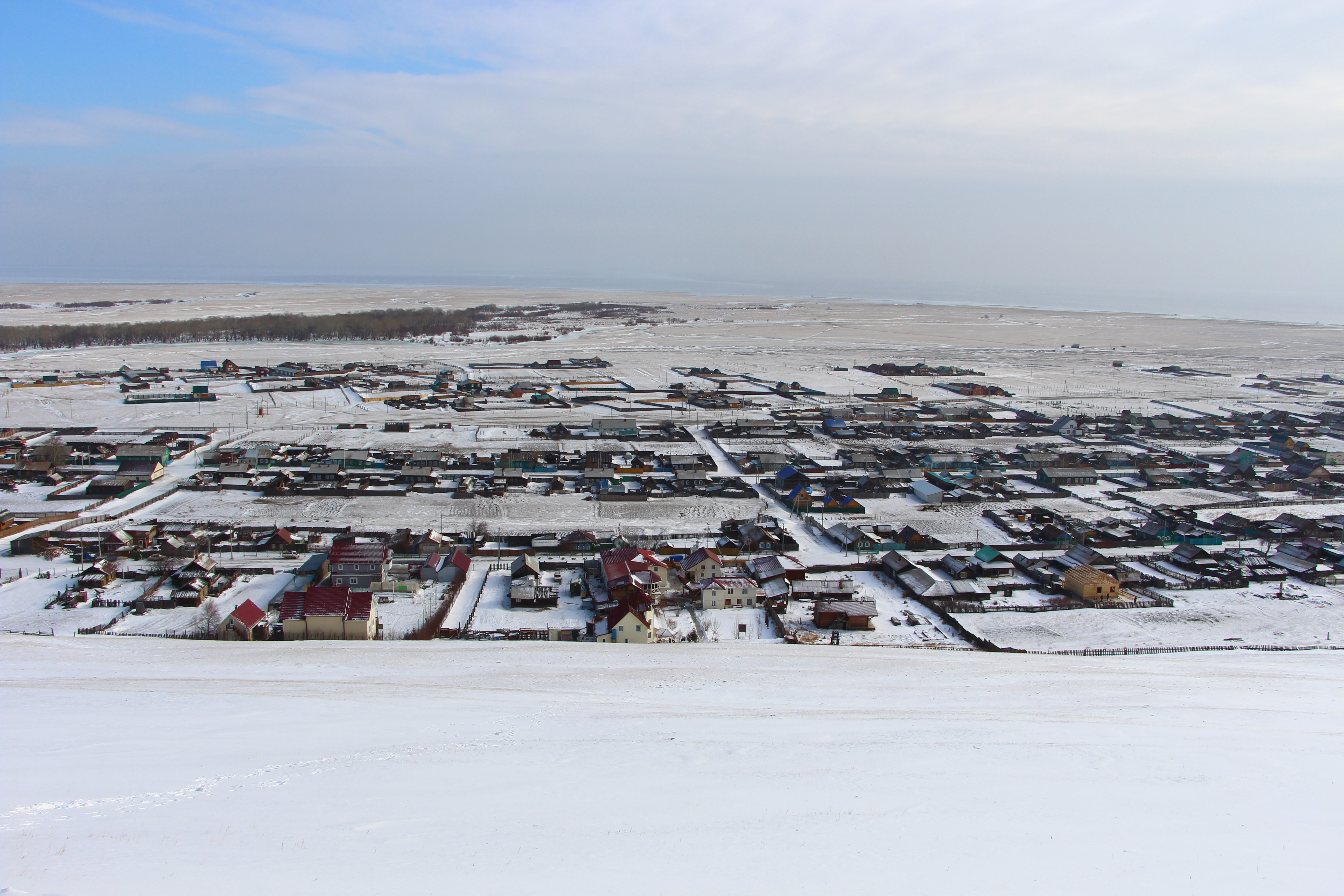
Vue hivernal du village.

Le village de Bolchoïe Goloustnoïe est situé dans l'oblast d'Irkoutsk, un sujet méridional de la Sibérie orientale en Russie. Il se trouve dans le district fédéral sibérien, se trouvant à 1 516 km à l'est de Novossibirsk, la capitale du district. Bolchoïe Goloustnoïe se situe aussi à 4 280 km à l'est de Moscou, ainsi qu'à 81 kilomètres au sud-est d'Irkoutsk, la capitale de son sujet.
Bolchoïe Goloustnoïe est l'un des quatre-vingt-cinq localités du raïon d'Irkoutsk, un raïon du sud-est de l'oblast, avec Irkoutsk en est son centre administratif bien qu'il n'en fasse pas partie. Il fait partie de la municipalité de la Goloustnaïa (ru) avec deux autres localités : Nijni Kotchergat et Maloïe Goloustnoïe (ru), ce dernier étant le centre administratif et se trouvant à 30 kilomètres au nord-ouest de Bolchoïe Goloustnoïe.
Le village de Bolchoïe Goloustnoïe se trouve sur la rive occidentale et méridionale du lac Baïkal. Le village se situe au niveau du delta de la rivière Goloustnaïa (ru), et est bordé par les monts du Littoral (ru), chaîne de faible altitude allant de la source de l'Angara jusqu'au raïon d'Olkhon. Ces monts ont une différence d'environ 500 mètres avec l'altitude de la surface du lac. La zone du delta fait 5 km de long pour 4 km de large. À 30 kilomètres nord du village se trouve la baie Pestchanaïa, importante attraction touristique.
Le delta de la Goloustnaïa est un refuge pour de nombreux animaux, en particuliers migrateurs. Parmi les espèces se trouvent le canard colvert, la sarcelle d'hiver, le harle couronné, le canard huppé, mais aussi le tadorne casarca, le fuligule milouin. Chaque année, des milliers de canards s'y arrêtent, et une centaine de couples y nichent. Un bosquet de peupliers se trouve dans le village, bien qu'il n'en existe pas à la ronde et que personne ne sait qui aurait pu les planter.

### Climat
Le village, qui possède un climat continental, est fortement influencé par le lac Baïkal, à la fois par l'eau mais aussi par ses vents.
| Mois                                    | jan.  | fév.  | mars  | avril | mai  | juin | jui. | août | sep. | oct.  | nov.  | déc.  | année |
| --------------------------------------- | ----- | ----- | ----- | ----- | ---- | ---- | ---- | ---- | ---- | ----- | ----- | ----- | ----- |
| Température minimale moyenne (°C)       | −22   | −20,5 | −13,4 | −4,1  | 2,2  | 6,7  | 10,6 | 10,6 | 4,3  | −2,7  | −12,3 | −18,7 | −4,9  |
| Température moyenne (°C)                | −17,4 | −15,6 | −8,3  | 0,4   | 7    | 12,1 | 15,3 | 14,7 | 8,7  | 1,7   | −7,6  | −14   | −0,2  |
| Température maximale moyenne (°C)       | −12,5 | −10,6 | −3    | 5,6   | 12,9 | 18,2 | 20,6 | 19,2 | 13,6 | 6,6   | −2,3  | −9,1  | 5     |
| Température maximale la plus basse (°C) | −40,6 | −39,7 | −34,1 | −25,1 | −8,9 | −3,8 | 3    | −0,3 | −7,2 | −23,3 | −31,9 | −40,8 | −40,8 |
| Record de chaleur (°C)                  | 5     | 9,7   | 16,2  | 27,2  | 31   | 34,2 | 35,2 | 29,8 | 27,8 | 23,8  | 14,5  | 8,3   | 35,2  |
| Ensoleillement (h)                      | 110   | 148   | 206   | 226   | 262  | 261  | 246  | 227  | 197  | 161   | 110   | 82    | 2 236 |
| Précipitations (mm)                     | 2,6   | 2,2   | 3,6   | 10,3  | 21,5 | 45,8 | 64,7 | 58,1 | 31,7 | 7     | 3,7   | 3,7   | 257   |
| Nombre de jours avec précipitations     | 5,3   | 3,5   | 4,1   | 5,1   | 7,9  | 10,2 | 11,3 | 10,4 | 8    | 4,2   | 4,6   | 5,4   | 80    |

| Diagramme climatique                                  |               |            |             |             |             |              |              |             |          |              |              |
| J                                                     | F             | M          | A           | M           | J           | J            | A            | S           | O        | N            | D            |
| −12,5−222,6                                           | −10,6−20,52,2 | −3−13,43,6 | 5,6−4,110,3 | 12,92,221,5 | 18,26,745,8 | 20,610,664,7 | 19,210,658,1 | 13,64,331,7 | 6,6−2,77 | −2,3−12,33,7 | −9,1−18,73,7 |
| Moyennes : • Temp. maxi et mini °C • Précipitation mm |               |            |             |             |             |              |              |             |          |              |              |

## Histoire

### Tsarat puis Empire russe
Des grottes habitées au Néolithique ont été découvertes dans les environs du village.
Avant que le village n'apparaisse, les Evenks, un peuple toungouse, vivaient dans la vallée de la rivière. Il y avait des villages de 2–3 familles, qui vivaient de la pêche et de la chasse. Pendant l'époque tsariste (XVIIe siècle), une maladie en tua de nombreux, sûrement apportée par les colons russes, tandis que ceux qui survécurent allèrent dans la vallée de la Léna. Aujourd'hui, la population d'Evenks est très faible dans le village.
L'emplacement du village se situait sur l'extrémité de la voie de la Goloustnaïa, l'un des quatre itinéraires menant au Baïkal depuis Irkoutsk. Cette voie est la plus vieille, et c'est par celle-ci que les détachements cosaques partirent d'Irkoutsk en 1653 pour rejoindre Nertchinsk et ses mines.
Cette voie faisait partie de la route de Sibérie, et son histoire est liée à cette axe de transport. Lorsque les personnes arrivaient au delta de la Goloustnaïa, soit c'était l'hiver et elles devaient marcher ou avoir des traîneaux sur la glace, soit c'était la période sans glace, où des voiliers faisaient la liaison jusqu'à Verkhneoudinsk sur la Selenga. Les voiliers venaient d'Irkoutsk sur l'Angara, et mouillaient sur le lac. Cette voie permit l'enrichissement du village au XVIIIe siècle et XIXe siècle.
Vers 1673, un prêtre bouriate, du nom de Soriel, qui habitait dans l'actuel raïon des Ekhirit-Boulagaty (Bouriatie-Oust-Orda), vint avec ses trois fils au delta de la Goloustnaïa, où ils s'installèrent. Ils choisirent l'endroit car de nombreux poissons pouvaient être pêchés.
En 1701, Andreï Ocharovski, un colon russe, a construit une cabane d'hiver mais est rapidement parti, laissant les Bouriates. Il vendit sa cabane aux moines du monastère de Possolskoïe (sur l'autre rive du Baïkal, aujourd'hui dans le raïon de Kabansk).
En 1733, des habitants bouriates venant des terres s'y sont installés. La pêche et la chasse étaient les principales occupations.
En 1740, un exilé, Pavel Leontievitch Strekalovski, s'est installé avec sa famille dans le village, achetant la cabane d'hiver appartenant aux moines. Avec l'aide des Bouriates, il fabriqua des bateaux, commença à pêcher, en transportant diverses cargaisons à travers le Baïkal. La cohabitation fut pacifique, les Russes apprenant aux Bouriates à cultiver les pommes de terre et à faire du pain. Des mariages eurent lieu entre les deux peuples, et l'orthodoxie russe se propagea.
Après un mariage entre un Bouriate du nom de Borik-u et une fille russe, le village fut divisé en deux un certain temps, avec d'un côté les terres des Strekalov et de l'autre côté celle des Belozertsev. Derrière le cap Goloustnenski, une croix fut placée pour marquer la limite.

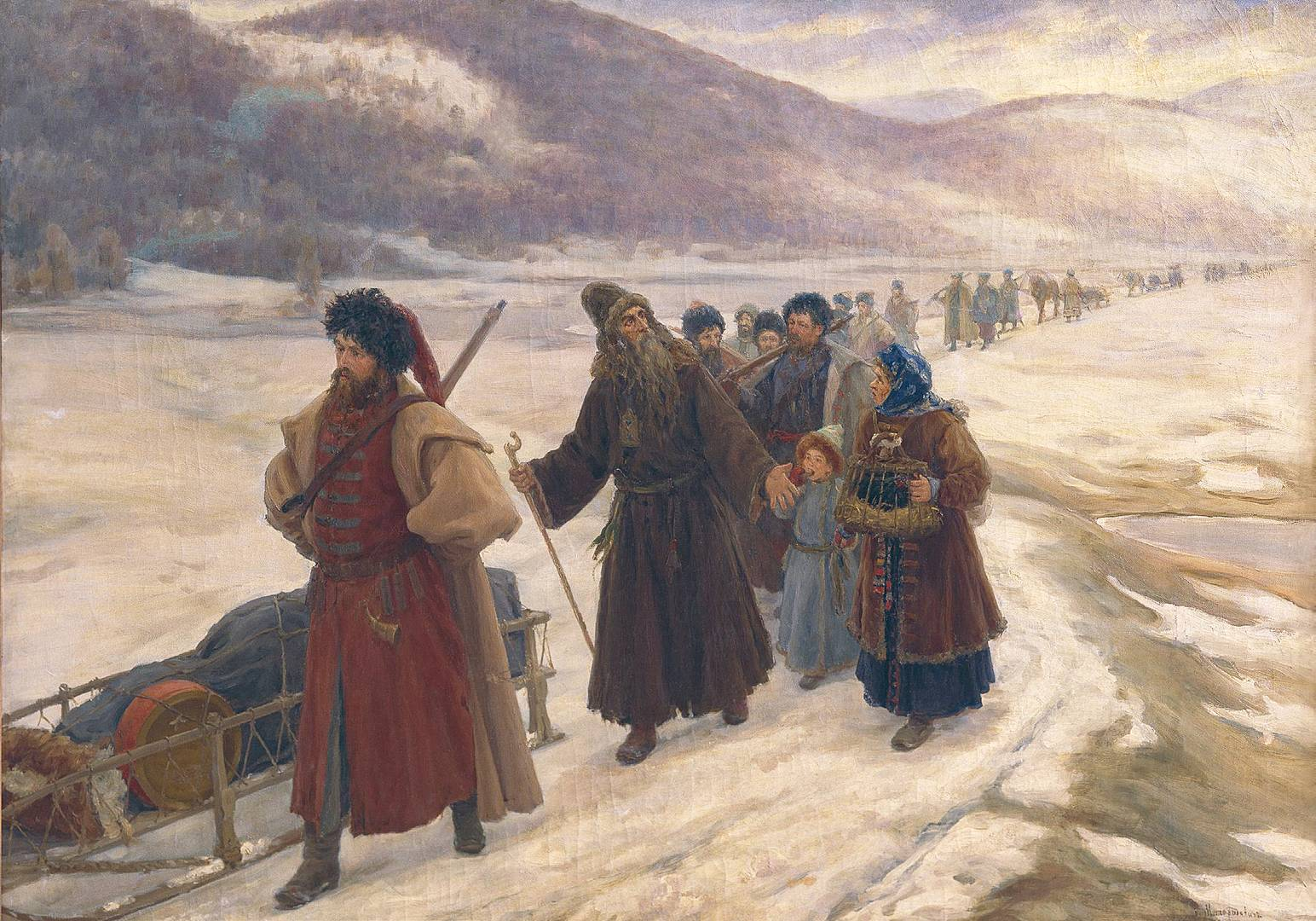
Exil d'Avvakoum en Sibérie.
S. Miloradovitch, 1898. Musée d'histoire des religions à Saint Pétersbourg.

Au XVIIIe siècle, les terres du village furent attribuées au monastère de Possolskoïe, mais cela ne resta pas longtemps ainsi, les habitants demandant au gouverneur d'être libérés. Le village était entretemps réunifié. Les habitants chassaient le phoque, et le lieu fonctionnait comme un relais de poste pour les voyageurs.
Au cours du XVIIIe siècle, grâce à la voie de transport, le village vit de nombreuses personnalités passer, tels que l'ambassadeur de Russie en Chine et d'autres diplomates. Mais il fut aussi le passage d'exilés comme Avvakoum au XVIIe siècle, et de nombreux décabristes au XIXe siècle.
Au milieu du XIXe siècle, un phare fut installé sur le cap Goloustnenski, car le village était le centre de navigation le plus important du Baïkal.
À la fin du XIXe siècle, avec la mise en service du Transsibérien, le village a décliné, la voie n'étant plus utilisée. Les voyageurs passaient par la rive sud du Baïkal.
En 1872, la population du village était d'environ 500 personnes, et en 1901, 335 hommes et 359 femmes, soit un total de 694 personnes, vivaient dans le village.
En 1897, un marchand et des pentecôtistes ont construit une station météorologique dans le village, qui fut la première station météorologique entourant le Baïkal, et la première station scientifique, celle de Bolchié Koty n'apparaissant qu'en 1918. La station de Bolchoïe Goloustnoïe fut mise en pause un certain temps, mais est active de manière continue depuis 1932.
En 1900, un bureau de poste fut ouvert.

### Période soviétique
En 1918, une école fut ouverte par une russe dans un village voisin. En 1925, la première école apparue dans le village, qui existe toujours, et l'année d'après, un dispensaire y fut ouverte.
En 1924, le raïon d'Irkoutsk est formé, et absorbe le village, puis en 1937, le village a été incorporé au nouvellement formé oblast d'Irkoutsk.
Avec la collectivisation, une ferme collective fut organisée dans le village. Le kolkhoze fut dissout en 1958, et dans les années 1960, une entreprise appartenant à un village voisin fut ouverte, employant la plupart des habitants.
Depuis sa formation en 1988, le village fait partie du parc national Pribaïkalski.

### Depuis 1991

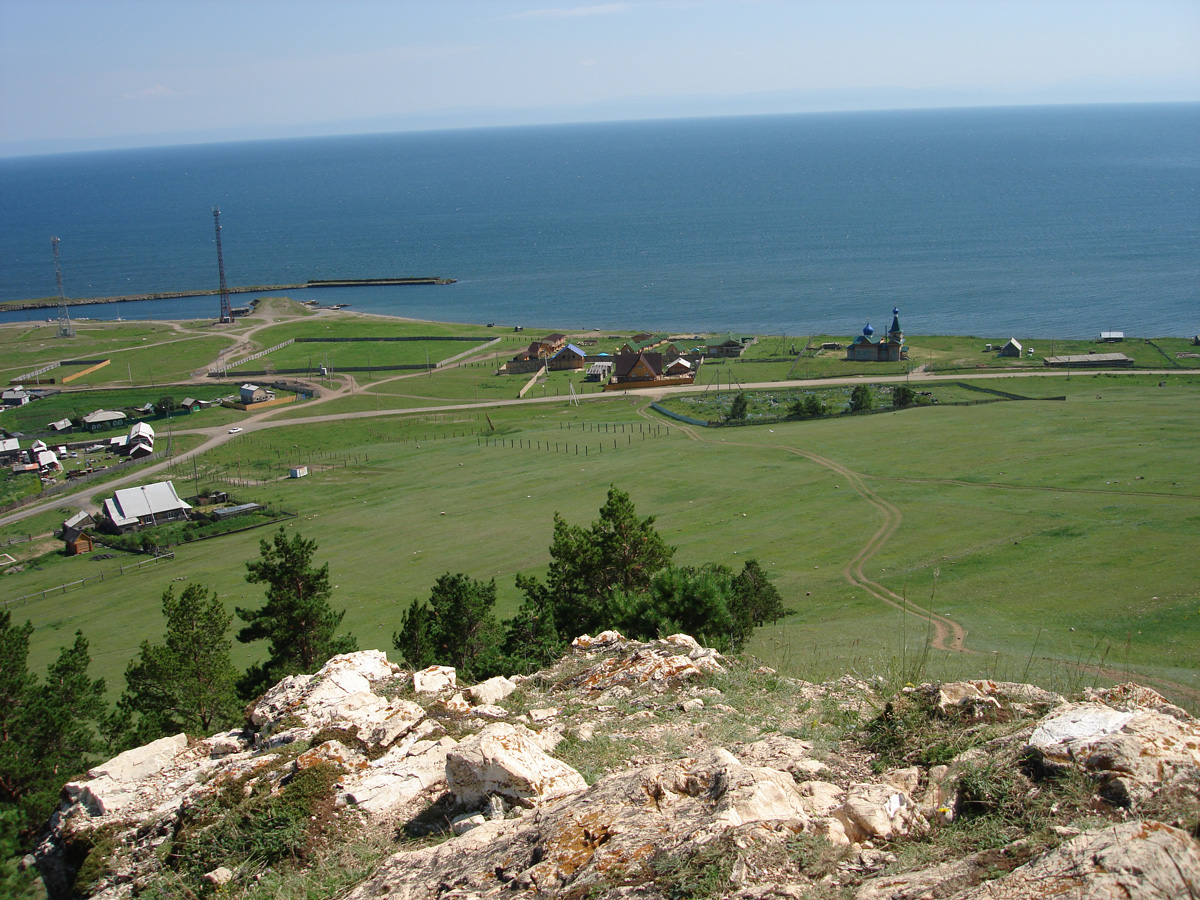
Vue d'une partie du village.

En 2004, Bolchoïe Goloustnoïe a été intégré à la nouvellement formée municipalité de la Goloustnaïa.
En 2007, le village fut déclaré centre de développement de la zone économique des Portes du Baïkal, où il était prévu de créer une grande station balnéaire, mais le projet fut arrêté en 2009 par le gouverneur de l'oblast d'Irkoutsk.
Aujourd'hui, le village dispose d'une école, d'une bibliothèque, d'une maison de loisirs et d'un poste de premiers secours. Deux zones forestières du parc national se trouvent à la sortie du village. Environ 600 personnes vivent dans le village.
Le tourisme a changé le village, avec l'apparition d'hôtels, de campings, de cafés et de magasins. Contrairement à de très nombreux villages de Russie, il ne décline pas. Ces dernières années, les citadins ont commencé à bâtir des datchas dans le village pour leur villégiature.
En 2020, l'école du village a brûlé, et une autre, d'un coût de 340,5 millions de roubles, financé par un fond de Gazprom a été construite et ouverte l'année suivante, avant qu'elle soit fermée au printemps 2022 pour non-respect des règles anti-incendie.
En septembre 2022, la route d'Irkoutsk à Bolchoïe Goloustnoïe a été totalement asphaltée, permettant un meilleur accès au village.

#### Projets futurs
En août 2022, le gouverneur de l'oblast d'Irkoutsk, Igor Kobzev (en), a approuvé un plan pour la création d'un pôle touristique dans le village de Bolchoï Goloustnoïe. La mise en service est prévue en 2026. Le village possède actuellement 35 établissements touristiques, et est visité par 65 000 touristes chaque année. L'oblast souhaite augmenter ce chiffre à 70 000 touristes pour l'année 2023.
Le plan prévoit l'asphaltage de toutes les routes du village, la construction d'un parking à l'entrée du village et d'un autre près du lac. Il est prévu de rénover les façades des bâtiments, augmenter la couverture des communications mobiles, l'installation de distributeurs automatiques, et d'ici 2025 la création d'une piste pour petits avions. Un nouveau musée doit aussi être construit.
La construction d'une station d’épuration a commencé, qui doit être achevé d'ici fin 2023, avec un budget de 5 millions de roubles.

## Démographie
Contrairement à de nombreux villages russes, la population ne baisse plus, mais s'est stabilisée autour de 600 personnes.
Recensements (*) et estimations de la population,,,,, :
| 1872  | 1901 | 2002* | 2010* |
| ----- | ---- | ----- | ----- |
| 500 † | 694  | 573   | 583   |

| 2011 | 2012 | - | - |
| ---- | ---- | - | - |
| 587  | 592  | - | - |

## Économie, culture et transports

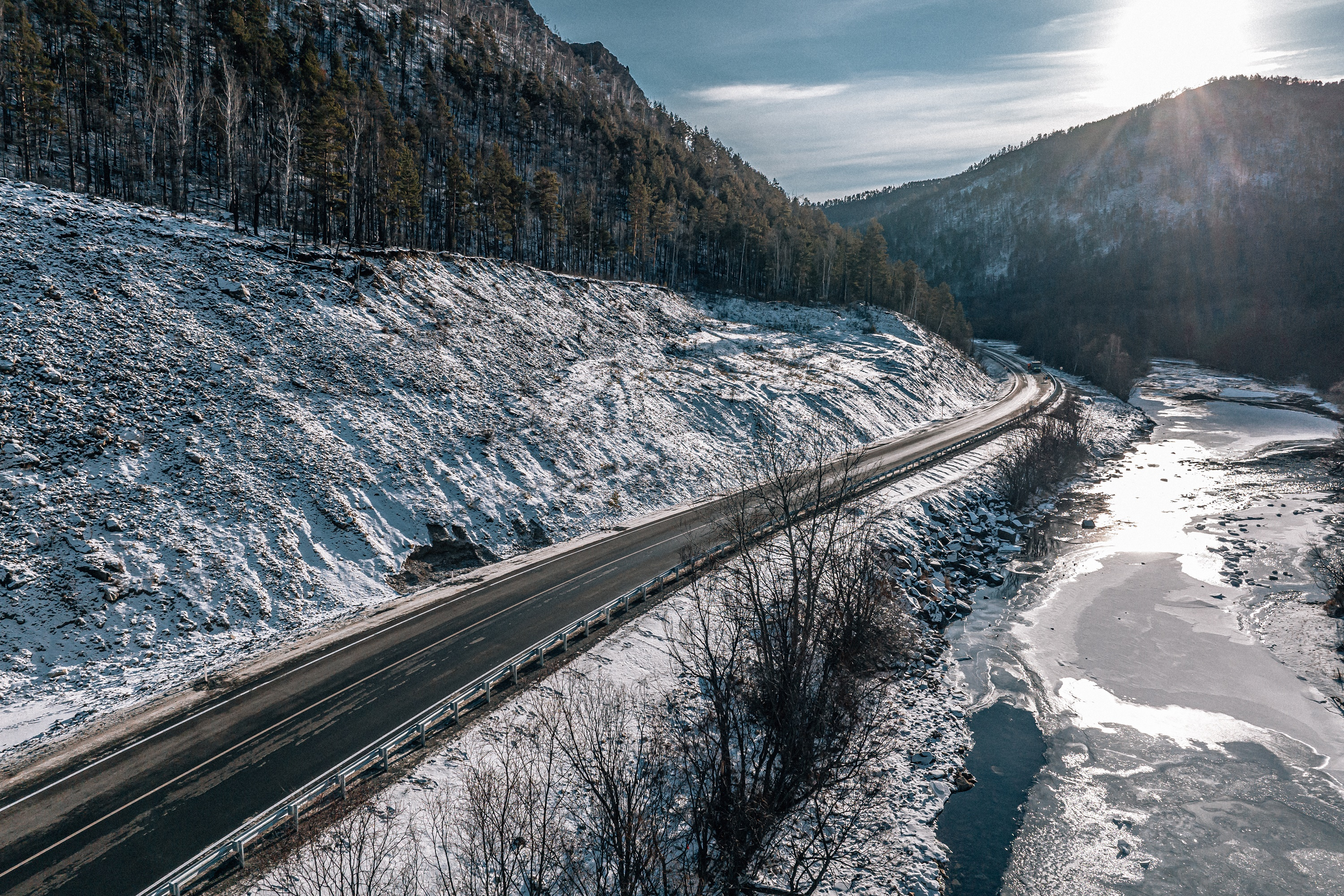
La route en hiver près de Bolchoïe Goloustnoïe, longeant la Goloustnaïa.

L'économie du village est fortement orientée vers le tourisme, avec des hôtels, campings, cafés et magasins. Depuis les années 2010, les citadins ont commencé à bâtir des datchas dans le village pour leur villégiature. Il y a en tout 35 établissements d'hébergements, et le village est visité par 65 000 personnes chaque année.
Le village dispose d'une école, d'une bibliothèque, d'une maison de loisirs et d'un poste de premiers secours. Un musée d'histoire locale se trouve dans une maison du village. Une usine de poisson se trouve dans le village.
En termes de transport, le village se situe à la fin de la route régionale 25K-010, qui relie le village à Irkoutsk sur environ 120 kilomètres. Cette route, qui traverse des vastes étendues de taïga, dessert sur son chemin les villages de Polivanikha, Goriatchi Klioutchi, Maloïe Goloustnoïe avant d'arriver au village. À Irkoutsk se trouve l'aéroport international ainsi qu'une gare d'où arrive les touristes.
Il se situe sur le sentier de grande randonnée du Baïkal, très apprécié par les touristes.
Pour le tourisme, il existe en plus du Baïkal et de l'église, le Lac asséché, un endroit qui devient un lac toutes les quelques années, le reste du temps étant une prairie. Il y a aussi un point d'observation sur le lac, et des praires de type alpins dans les monts. Des grottes peuplées au Néolithique peuvent être visitées.

### Église de Goloustnoïe

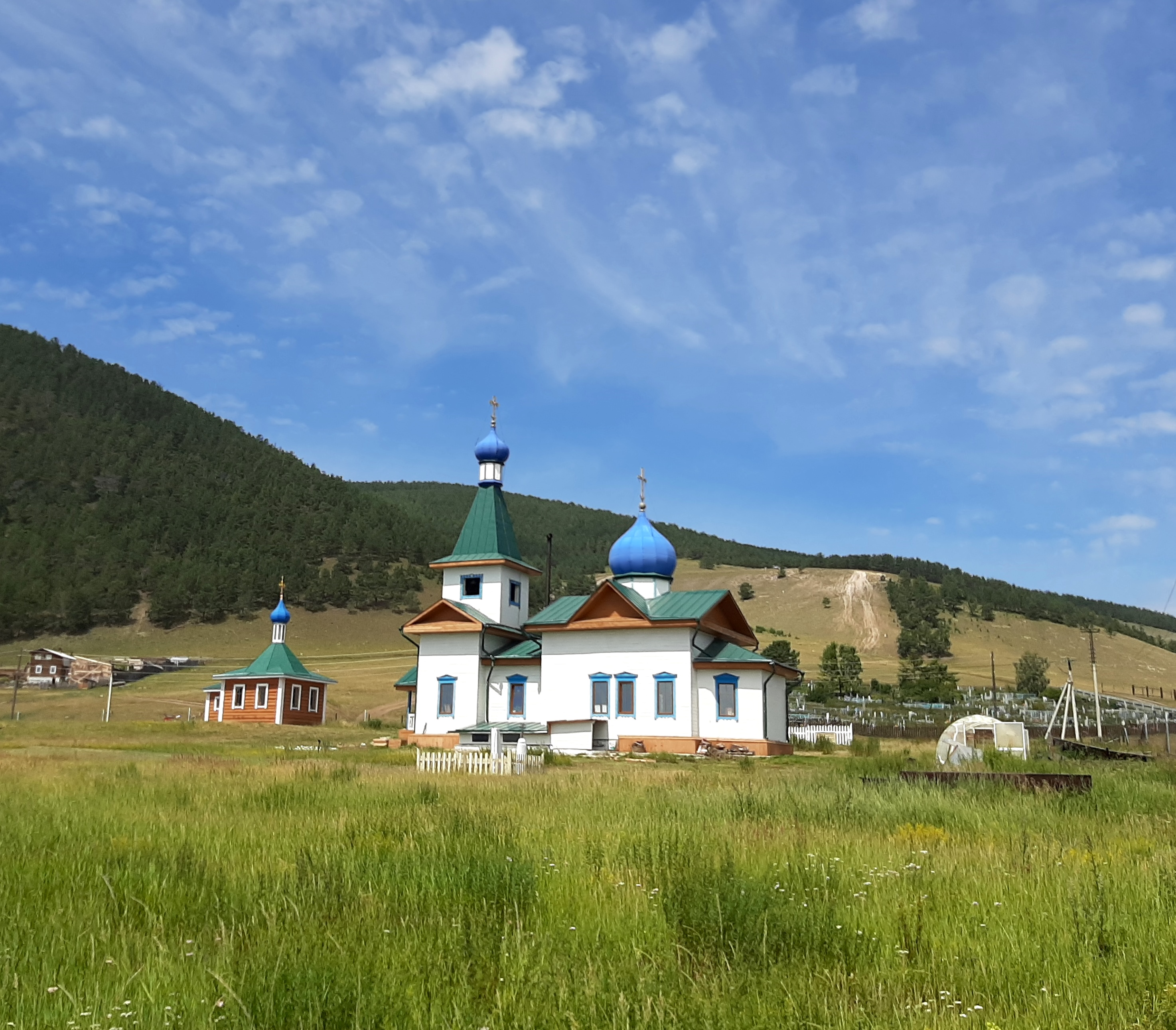
L'église reconstruite.

La chapelle de Goloustnoïe a été construite en 1701. Elle fut construite en l'honneur de Saint-Nicolas, le saint patron des marins. Au début du XVIIIe siècle, un  bateau avec des pêcheurs est entré dans un épais brouillard (ou une tempête) sur lac lac Baïkal. Selon la légende, des personnes désespérées ne purent débarquer sur le rivage pendant trois jours. Les pêcheurs ont prié avec ferveur, et soudain une lumière brilla au loin. Les gens se sont dirigés vers cette lueur blanche et ont soudainement atterri sur le rivage. Pour les pêcheurs, cet évènement était l'accomplissement de Saint-Nicolas, et une chapelle fut ainsi érigé là où ils atteignirent le rivage, à Bolchoïe Goloustnoïe.
En 1937, l'église fut fermée par les soviétiques, et l'icône de Saint-Nicolas découpée en morceaux, avec aussi les cloches enlevées et les autres icônes brûlés.
Entre 1988 et 1995 ont eu lieu des travaux de restauration, avec à nouveau les premiers offices. Mais en 1998, l'église a brûlé. En 2000, la reconstruction commença, et une habitante fournit les parties de l'icône de Saint-Nicolas découpée qu'elle avait volée pour éviter qu'ils soient eux aussi brûlés. L'icône fut recréée, et intégrée à l'église. En 2004, la reconstruction fut terminée, et les offices reprirent.

## Galerie

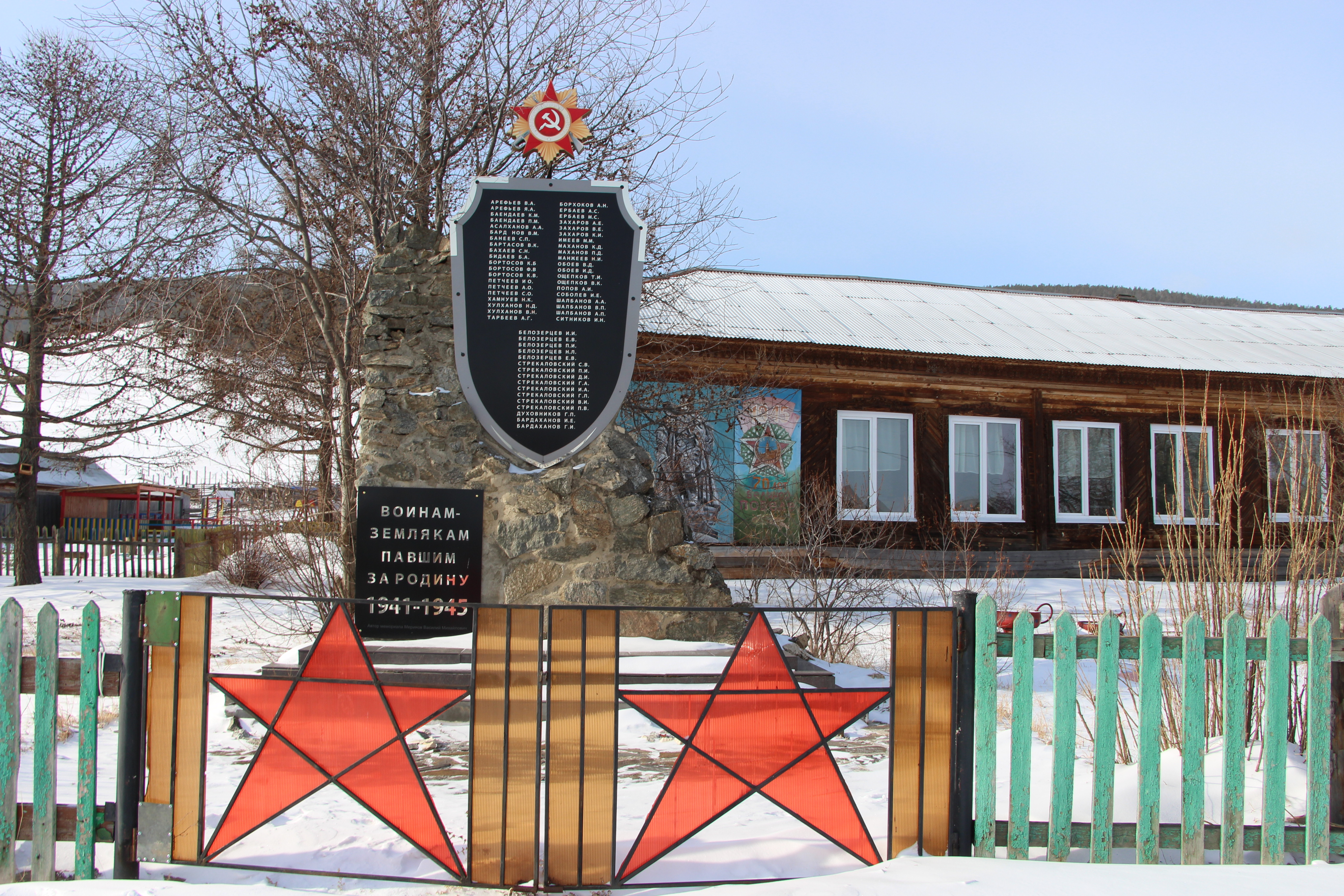
Monument aux morts.
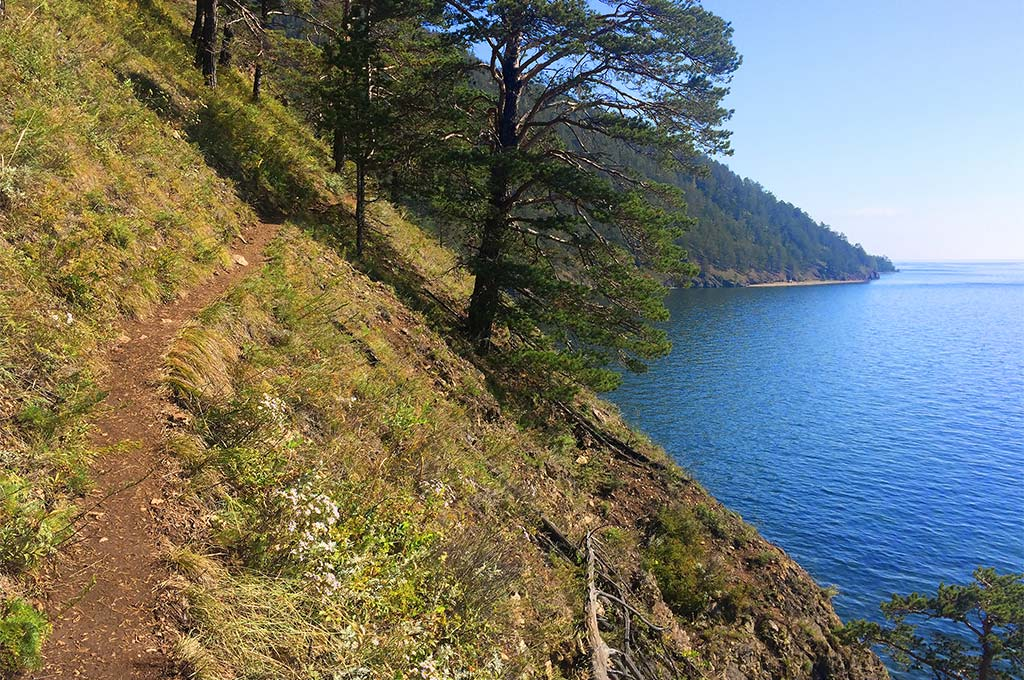
Sentier près du village.
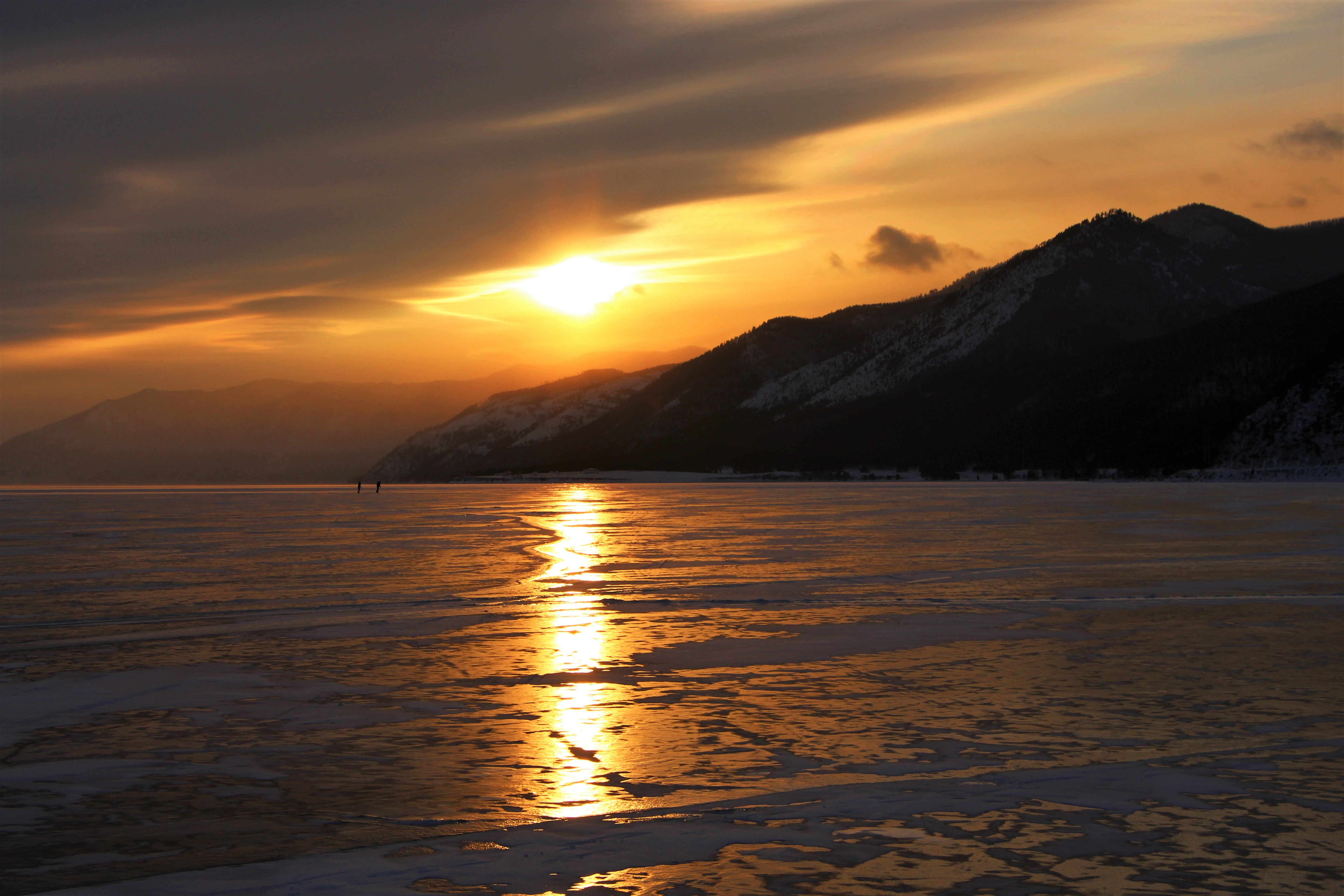
Le Baïkal gelé.